# Leopold Unger

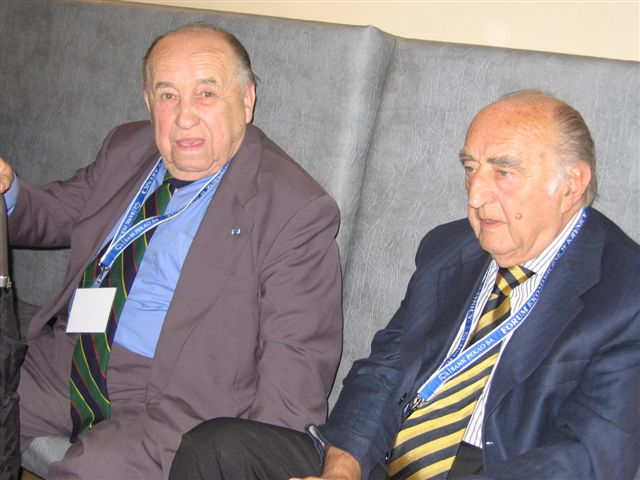
Leopold Unger z Bohdanem Osadczukiem; Krynica-Zdrój, 9 września 2005

Leopold Unger, ps. Pol Mathil, Brukselczyk (ur. 12 sierpnia 1922 we Lwowie, zm. 20 grudnia 2011 w Brukseli) – polski dziennikarz żydowskiego pochodzenia, publicysta, eseista, komentator ds. międzynarodowych.

## Życiorys
W czasie II wojny światowej przebywał w Rumunii. Po wojnie pracował jako dziennikarz w Życiu Warszawy, później w belgijskim dzienniku Le Soir. W 1969 w wyniku wydarzeń marcowych, wyemigrował do Belgii. Mieszkał w Woluwe-Saint-Lambert w Regionie Stołecznym Brukseli, przy avenue de Broqueville 134.
Był stałym współpracownikiem paryskiej Kultury, Rozgłośni Polskiej Radia Wolna Europa, sekcji polskiej BBC, a także International Herald Tribune. Był również publicystą Gazety Wyborczej.
W kwietniu 2008, na 85-lecie urodzin i 60-lecie pracy zawodowej Ungera, Wydawnictwo Uniwersytetu Marii Curie-Skłodowskiej w Lublinie wydało księgę pamiątkową pt. Udało mi się mieć ciekawe życie (wśród autorów: Władysław Bartoszewski, Bronisław Geremek, Henryk Giedroyc, Ryszard Kapuściński, Leszek Kołakowski, Bohdan Osadczuk, Jerzy Pomianowski, Adam Daniel Rotfeld, Andrzej Wajda, Lech Wałęsa i Józef Życiński).
8 czerwca 2009 odebrał w Warszawie nagrodę Polskiego PEN Clubu im. Ksawerego i Mieczysława Pruszyńskich. 30 czerwca 2009 otrzymał doktorat honoris causa Uniwersytetu Marii Curie-Skłodowskiej w Lublinie.
Pochowany 23 grudnia 2011 w części żydowskiej cmentarza komunalnego w Kraainem.
Od 2013 na Uniwersytecie Marii Curie-Skłodowskiej w Lublinie przyznawana jest Nagroda i Stypendium im. Leopolda Ungera zainicjowana przez rodzinę dziennikarza. Stypendium przeznaczone jest dla młodych dziennikarzy i adeptów dziennikarstwa – studentów wszystkich kierunków i stopni kształcenia do 35. roku życia.
23 stycznia 2019 w Lublinie odbyła się premiera filmu dokumentalnego o Leopoldzie Ungerze pt. Dziennikarz (reż. Mateusz Kasiak).
W 2019 ukazały się także książki: praca zbiorowa pt. Publicystyka Leopolda Ungera. W kierunku dziennikarstwa poważnego (autorzy: Iwona Hofman, Ewelina Górka, Justyna Maguś, Magdalena Pataj) oraz Bez złudzeń i bez maski. Publicystyka Leopolda Ungera w paryskiej „Kulturze” w latach 1970-2000 Agaty Fijuth-Dudek.

## Twórczość
- Le grand retour (publicystyka; współautor: Christian Jelen; wstęp Golda Meir; Editions Albin Michel 1977, ISBN 2-226-00454-8)
- Mój anty-raport o stanie wojennym (esej przedrukowany z paryskiej „Kultury”; II obieg wydawniczy; Maraton 1983; Wydawnictwo Pershing 1983)
- Jałta - Helsinki - Madryt [w:] Archiwum polityczne: „Kultura” paryska - wybór (esej przedrukowany z paryskiej „Kultury”; II obieg wydawniczy; J 1984)

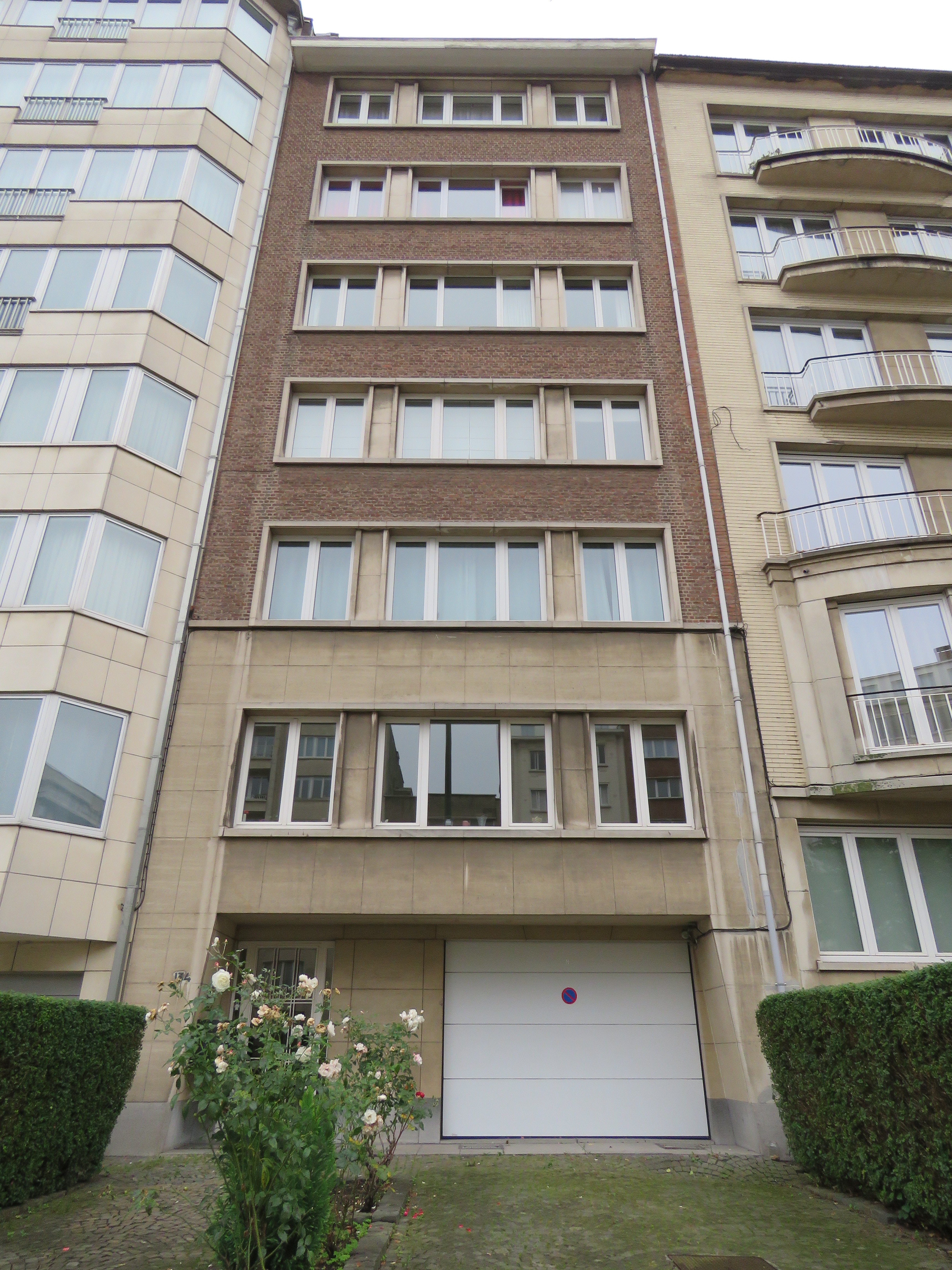
Dom przy av. de Broqueville 134 w Brukseli - belgijski adres Leopolda Ungera

- UNESCO; Lot nr 007 (dwa eseje przedrukowane z paryskiej „Kultury”; anonimowe wydawnictwo II obiegu; 1984)
- UNESCO...? (esej przedrukowany z paryskiej „Kultury”; II obieg wydawniczy; Unia 1985)
- Orzeł i reszta (widziane z Brukseli) (publicystyka; Instytut Literacki, Biblioteka „Kultury”, t. 416, 1986, ISBN 2-7168-0081-2; przedruk - II obieg wydawniczy: Widziane z Brukseli Wydawnictwo Kret 1986)
- A jeżeli rzeczywiście to byli Rosjanie? Wybór publicystyki politycznej z paryskiej „Kultury” (II obieg wydawniczy; Wydawnictwo CDN 1987; Oficyna Niepokornych 1987)
- Z Brukseli (publicystyka; Pomost 1991, ISBN 83-85219-07-2)
- Intruz (wspomnienia autobiograficzne; Prószyński i S-ka, 2001, ISBN 83-7255-943-0)
- Wypędzanie szatana (publicystyka; Towarzystwo Opieki nad Archiwum Instytutu Literackiego w Paryżu - Wydawnictwo Uniwersytetu Marii Curie-Skłodowskiej 2005, ISBN 83-227-2328-8)
- Jerzy Giedroyc, Leopold Unger - Korespondencja 1970-2000 (Instytut Książki 2016, ISBN 978-83-61005-47-6; seria: "W kręgu paryskiej Kultury")

## Inne prace redakcyjne
- La Pologne. Avec le concours de Boguslaw Lesnodorski, Ludwik Gordon, Edward Karlowicz, Karol Malcuzinski... [etc.]. [Paris]: Hachette, 1966
- White paper, the accession of the USSR to the Universal Copyright Convention. Brussels: General Secretary of the International Committee for the Defence of Human Rights in the U.S.S.R., [1973]
- Livre blanc sur l'adhesion de l'U.R.S.S. a la Convention Universelle sur le Droit d'Auteur. Bruxelles: Comite International pour la Defense des Droits de l’Homme en U.R.S.S., [1973]
- Anty-Kultura. Wybór tekstów o paryskiej „Kulturze” (autor wyboru i wstępu Pomost 1992, ISBN 83-85521-03-8)

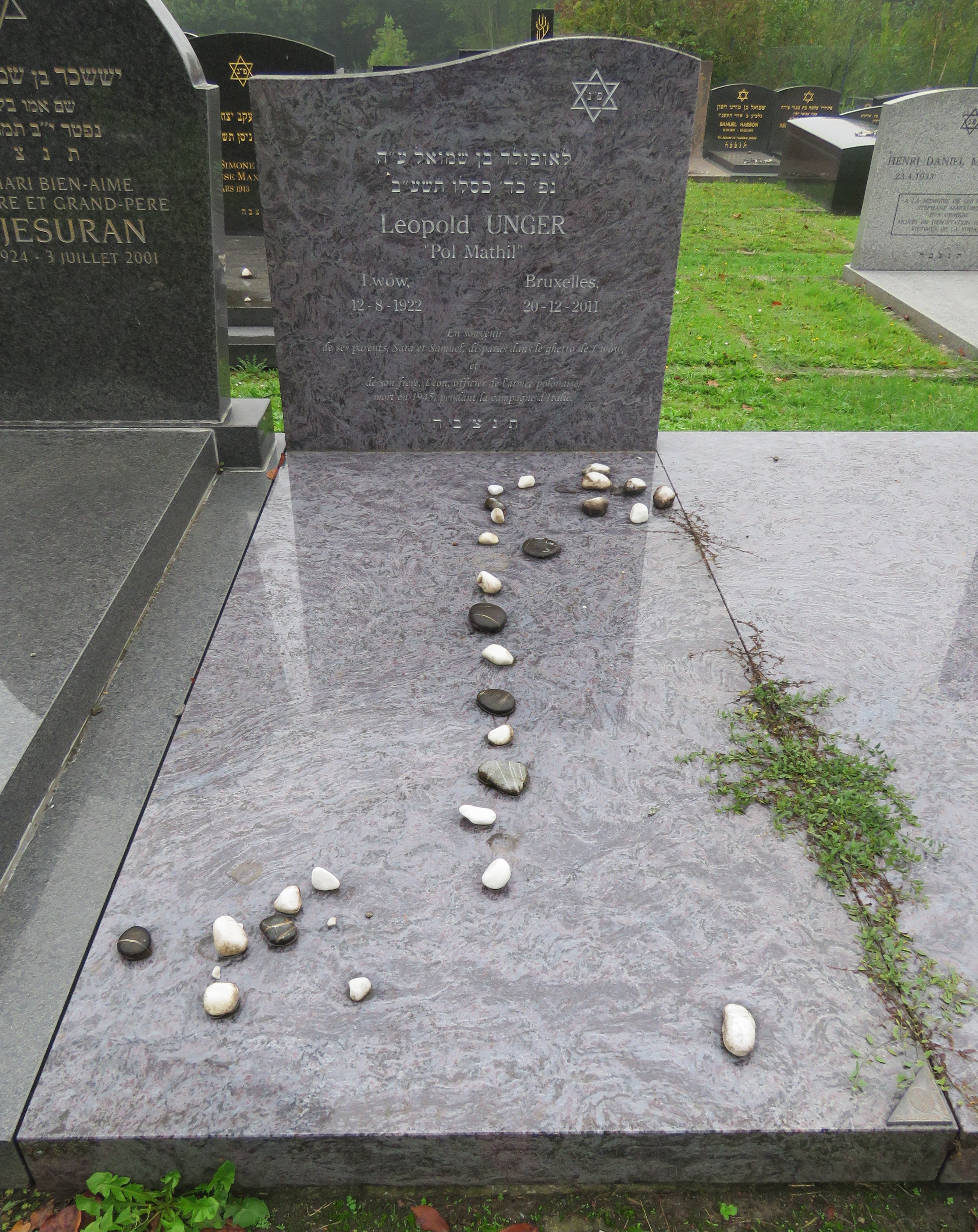
Grób Leopolda Ungera na cmentarzu w Kraainem (Crainhem); 7 października 2019

- Jerzy Pomianowski, Na wschód od Zachodu: jak być z Rosją? (autor przedmowy; Rosner & Wspólnicy, 2004, ISBN 83-89217-58-9)
- Małgorzata Nocuń, Andrzej Brzeziecki, Białoruś - kartofle i dżinsy (autor posłowia; Znak, 2007, ISBN 978-83-240-0812-4)
- Teczki Giedroycia (opracowanie; wspólnie z Iwoną Hofman; Wydawnictwo UMCS - Instytut Literacki, Lublin - Paryż 2010, ISBN 978-83-227-3194-9)